# Iso-Törmänki
Iso-Törmänki eller Iso Törmänkijärvi är en sjö i Finland. Den ligger i kommunen Rovaniemi i landskapet Lappland, i den norra delen av landet, 700 km norr om huvudstaden Helsingfors. Iso-Törmänki ligger 128,8 meter över havet. Arean är 88,8 hektar och strandlinjen är 5,84 kilometer lång. Sjön  ingår i Kemi älvs huvudavrinningsområde. 